# Joan Brull

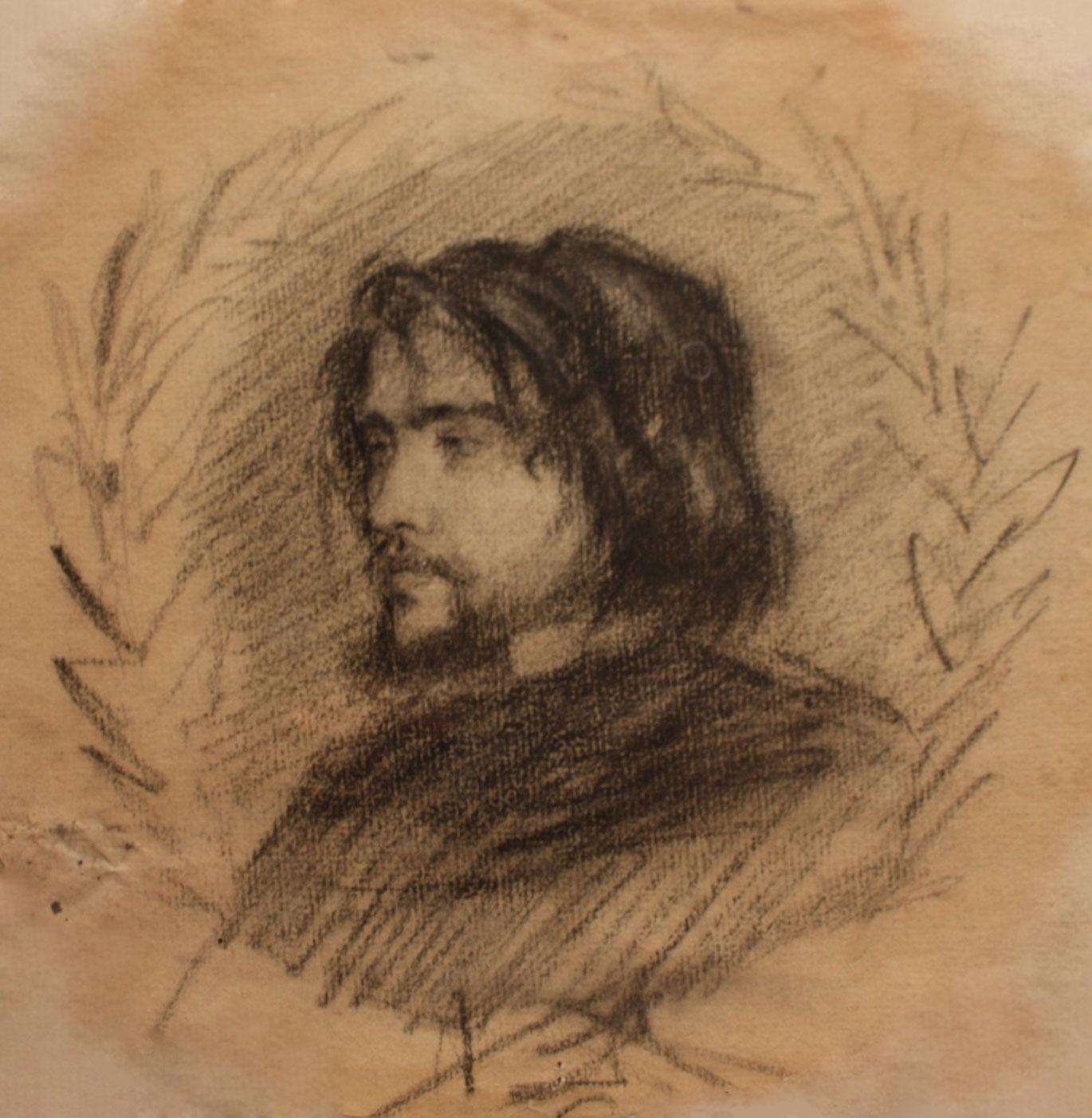
Selbstporträt

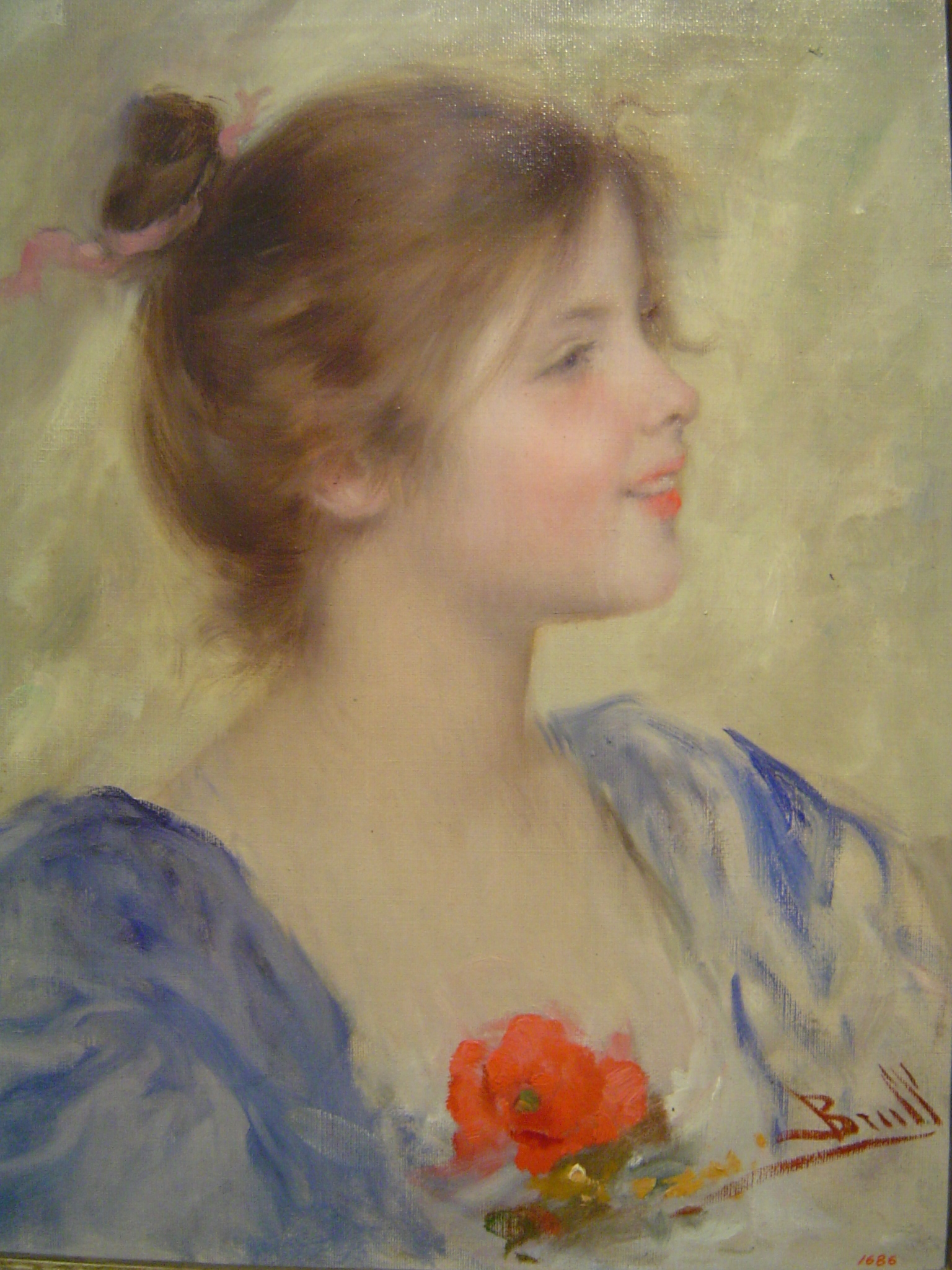
Mädchenporträt

Joan Brull i Vinyoles (* 24. Juni 1863 in Barcelona; † 12. Februar 1912 ebenda) war ein katalanischer Maler des Symbolismus.

## Leben und Werk
Joan Brull studierte Malerei an der Kunsthochschule La Llotja in Barcelona bei Simó Gómez sowie zwei Jahre lang in Paris an der Academie Colarossi bei Raphaël Collin. Später arbeitete er als Kunstkritiker für die katalanische Zeitschrift Joventut (katalanisch für „Jugend“). Er nahm teil an einer Vielzahl intellektueller Gruppen der Ära, einschließlich Els Quatre Gats und Real Círculo Artístico de Barcelona (Königlicher Künstlerkreis). Er war mit Ramon Casas und Santiago Rusiñol befreundet. Im Jahr 1896 gewann er den ersten Preis auf der Weltausstellung von Barcelona mit seiner Arbeit Ensomni.
Brulls Frühwerk war realistisch. Später malte er hauptsächlich traumhafte, verträumte Frauengestalten sowie Frauen- und Mädchenporträts. Daneben schuf er Landschaftsbilder. Als Landschaftsmaler wird er der Schule von Olot zugeordnet.